# Список серий аниме My Youth Romantic Comedy Is Wrong, As I Expected
Здесь представлен список серий аниме My Youth Romantic Comedy Is Wrong, As I Expected, снятого по серии японских лайт-новел, написанных Ватару Ватари.
13-серийный аниме-телесериал, снятый Ай Ёсимурой на студии Brain’s Base, транслировался с 5 апреля по 21 июня 2013 года, с дополнительной серией по сценарию, специально написанному Ватару Ватари, которая транслировалась 28 июня 2013 года. Сериал транслировался Crunchyroll с английскими субтитрами сразу после выхода очередной серии в Японии. OVA-серия на Blu-ray Disc была включена в ограниченное издание видеоигры, выпущенное 19 сентября 2013 года. Аниме было лицензировано Sentai Filmworks в Северной Америке и Madman Entertainment в Австралии и Новой Зеландии.
Второй сезон был анонсирован Shogakukan в 2014 году. Сериал, названный Yahari Ore no Seishun Love Come wa Machigatteiru. Zoku, был снят на студии Feel. Режиссёром стал Кэй Оикава, дизайнером персонажей — Юити Танака, а компоновщиком серий — Сётаро Суга. Второй сериал выходил в эфир с 3 апреля по 26 июня 2015 года. Он был лицензирован Sentai Filmworks. OVA-серия под названием «Несомненно, девушки сделаны из сахара, специй и чего-то приятного» (яп. きっと、女の子はお砂糖とスパイスと素敵な何かで出来ている Китто, онна но ко ва осато: то супайсу то сутэки на наника дэ дэкитэиру) входит в состав ограниченного выпуска второй видеоигры, выпущенной 27 октября 2016 года.
Третий и последний сезон был объявлен Shogakukan 18 марта 2019 года. Его сняла та же студия Feel, из ключевого состава съёмочной группы сменился лишь компоновщик серий: вместо Сётаро Суги им стал Кэйитиро Оти. Премьера сезона под названием Yahari Ore no Seishun Love Come wa Machigatteiru. Kan должна была состояться 9 апреля 2020 года, однако сериал был отложен из-за пандемии COVID-19. 6 мая 2020 года было объявлено, что третий сезон будет транслироваться летом 2020 года на основе производственного процесса «проб и ошибок», учитывающего безопасность производственного персонала. Третий сезон показывался с 9 июля по 24 сентября 2020 года. Sentai Filmworks лицензировала третий сезон во всём мире, за исключением Азии. В Юго-Восточной Азии сериал лицензирован Medialink и выпущен на стриминговом сервисе iQIYI. Третий сезон длился 12 серий. Новая OVA будет связана с последней игрой франшизы.

## Первый сезон
| 1 | Вот так и началась их неправильная юность. // Youth Romantic Comedy Is Wrong, as I Expected. «Ко:ситэ карэра но матигатта сэйсюн га хадзимару.» (こうして彼らのまちがった青春が始まる。) | 4 апреля 2013 года    |
| Прочтя сочинение Хатимана на тему «Мои размышления об учёбе в старшей школе», Хирацука делает его членом кружка волонтёров, в котором состояла только Юкино. С первых же минут между Юкиноситой и Хикигаей начинаются трения. Хирацука предлагает им пари, по условиям которого Юкино и Хатиман будут стремиться помочь людям, которых Сидзука будет к ним отправлять; победителя учительница выявит сама, причём побеждённый должен будет исполнить любое желание проигравшего. Юкино соглашается. На следующий день Юкино рассказывает Хатиману о том, что ей всегда завидовали. Хатиман предлагает ей стать друзьями, но та отказывается, даже не дослушав его. В комнату приходит Юи и просит научить её готовить печенье — она хочет подарить его знакомому парню. После нескольких неудачных попыток Хатиман говорит, что для парней внимание будет важнее вкуса, и Юи успокаивается. Через несколько дней она опять приходит в комнату кружка и дарит Юкино и Хатиману самодельное печенье. | |                       |
| 2 | Разумеется, проблемы есть у каждого. // I'm Sure Everyone Bears A Worry of Equal Weight «Китто, дарэсимо хитосинами ни наями о какаэтэ иру.» (きっと、誰しも等し並みに悩みを抱えている。) | 11 апреля 2013 года   |
| Миура ссорится с Юи на почве того, что та не умеет грамотно изъясняться. Посреди ссоры в класс 2-F приходит Юкино, так как Юи пригласила её поесть вместе, а сама не пришла. После того, как она критикует Миуру, Юи находит в себе силы признаться Юмико, что она привыкла всем уступать и из-за этого стала мнительной. Через несколько дней к кружку волонтёров обращается Дзаймокудза, который просит оценить написанную им лайт-новел. После того как члены кружка критикуют его в пух и прах, Ёситэру говорит, что ему понравилось чувство того, что его работу прочли, и просит в будущем проверить его следующую книгу. Хатиман понимает, что у него синдром писателя, и что мнение окружающих о его книгах для него — лишь довесок, и он будет писать, несмотря ни на что. | |                       |
| 3 | Хоть раз бог романтических комедий сделал что-то хорошее. // Sometimes the God of Rom-Coms Smiles Upon You «Тамани рабу комэ но камисама ва ии кото о суру.» (たまにラブコメの神様はいいことをする。) | 18 апреля 2013 года   |
| Сайка просит Хатимана вступить в секцию тенниса, так как она находится в критическом состоянии, а появление нового, неплохо играющего сокомандника может поднять общий боевой дух. Юкино отвергает это предложение и предлагает Сайке тренироваться, чтобы у членов секции возникло желание нагнать его. Во время одной из тренировок на корт приходит группа Хаямы, и Миура выказывает желание поиграть в теннис. Стороны договариваются о матче, победитель которого оставит за собой корт. С одной стороны выступают Хаяма и Миура, с другой — Хатиман (Тоцука упал и повредил колени) и Юи, однако вскоре она повреждает лодыжку и зовёт на помощь Юкино. Вдвоём с Хатиманом они выигрывают, причём Юкино оставляет Хикигае последнюю подачу: «Ты способен победить. Я могу нагрубить человеку, но солгать — никогда». Юи вступает в кружок волонтёров. | |                       |
| 4 | В общем, у него мало друзей. // Basically, He Has Few Friends «Цумари, карэ ва томодати га сукунай.» (つまり、彼は友達が少ない。) | 25 апреля 2013 года   |
| Хаяма просит кружок волонтёров уладить проблему в классе 2-F: кто-то распространяет по классу клевету на друзей Хаято, Тобэ, Ямато и Ооку. Кружок быстро приходит к выводу, что это делает один из них самих, из-за того, что на предстоящей классу экскурсии школьникам нужно будет разбиться на группы по три человека, и одному из них не хватит места в группе Хаямы. Хатиман замечает, что наедине эта троица вообще не ведёт себя по-дружески, и предлагает Хаяме оставить их в группе на троих. Хаяма соглашается. В конце концов, Тобэ, Ямато и Оока начинают нормально общаться между собой, а Хаяма вместе с Тоцукой присоединяются к Хатиману. | |                       |
| 5 | Он вернулся на путь, по которому шёл изначально. // And Again, He Returns from Whence He Came «Мата ситэ мо, карэ ва мото кита мити э хикикаэсу.» (またしても、彼は元来た道へ引き返す。) | 2 мая 2013 года       |
| Находясь в кафе, кружок волонтёров и Сайка встречают Комати и Тайси, младшего брата Саки Кавасаки. Тот говорит, что Саки стала приходить домой в пять утра, и просит узнать, где она пропадает по ночам. Юкино соглашается. После нескольких бесплодных попыток пойти с Саки на контакт герои узнают, что ей звонили из заведения, в названии которого присутствует слово «ангел». В одноименном мейд-кафе её не оказывается, и кружок встречает её в баре «Ангельская лестница». Оказывается, что Саки солгала о своём возрасте, чтобы её приняли на работу в ночную смену. Хатиман понимает, что она пошла работать, чтобы разгрузить родителей, которым нужно было платить за учёбу четырём своим детям, и рассказывает ей о бюджетной форме образования на подготовительных курсах. Комати узнаёт в Юи хозяйку собаки, которую Хатиман ценой сломанной ноги спас, выхватив из-под колёс машины в первый день учёбы в старшей школе. Хатиман решает, что Юи добра к нему лишь из жалости, и рвёт с ней все отношения. | |                       |
| 6 | Его и её начала наконец подошли к концу. // Finally, His and Her Beginning Have Ended «Ё:яку карэ то канодзё но хадзимари га овару.» (ようやく彼と彼女の始まりが終わる。) | 9 мая 2013 года       |
| Юи перестаёт посещать собрания кружка волонтёров. Хирацука приказывает Юкино и Хатиману заменить её новым членом. Юкино, однако, решает вернуть Юигахаму в кружок или хотя бы поблагодарить за то, что она для их сделала, с помощью подарка на день рождения. В торговом квартале они встречают сначала Харуно, а потом и саму Юи, которая решает, что Хатиман и Юкино встречаются. Юкино просит её в понедельник прийти в комнату кружка, где с горем пополам героям удаётся объяснить Юигахаме, что они не встречались, а сама Юкино, явно переступая через себя, мирит Хатимана и Юи. | |                       |
| 7 | Как бы то ни было, не отдыхать на летних каникулах странно. // Regardless, Not Getting a Break over Summer Break is Wrong «Томоарэ, нацуясуми нанони ясумэнай но ва нани ка окасий.» (ともあれ、夏休みなのに休めないのは何かおかしい。)                                                                                           | 16 мая 2013 года      |
| Хатиман, Юкино, Юи, Комати, Хирацука, Тоцука, Хаяма, Миура, Тобэ и Эбина (последние четверо — за дополнительные баллы по японскому) приезжают в детский лагерь в качестве волонтёрской помощи. В первый же день герои обнаруживают девочку-одиночку, Руми Цуруми. | |                       |
| 8 | Когда-нибудь они узнают правду. // One Day, They Shall Learn the Truth «Идзурэ карэра канодзёра ва синдзицу о сиру.» (いずれ彼ら彼女らは真実を知る。) | 23 мая 2013 года      |
| Руми рассказывает, что стала одиночкой не по своему желанию — её просто выгнали из компании. Хатиман предлагает расстроить отношения между членами этой компании, чтобы Руми чувствовала себя не так одиноко. Хаяма, Тобэ и Миура делают вид, что собираются избить девочек из-за их издевательских слов, но не всех — Хаяма предлагает девочкам самим выбрать троицу, которая останется выполнять наказание. В процессе, выпуская наружу чувство самосохранения, переходящее в открытый эгоизм, девочки перессориваются между собой. Руми, предупреждённая об этой затее, однако, ослепляет старшеклассников вспышкой своего фотоаппарата и уводит девочек. На прощальном костре она проходит мимо Хатимана, не сказав ему ни слова. Хаяма вскользь сообщает Хатиману о том, что в детстве не помог кому-то (вероятнее всего, Юкино) в такой же ситуации. По возвращении в город за Юкино приезжает Харуно с водителем. Хатиман узнаёт в машине ту, которая его сбила. | |                       |
| 9 | Он вновь вернулся на путь, по которому шёл изначально. // And Yet Again, He Returns from Whence He Came. «Митаби, карэ ва мото кита мити э хикикаэсу.» (度、彼は元来た道へ引き返す。) | 30 мая 2013 года      |
| В благодарность за то, что Хатиман и Комати присмотрели за собакой Юи, Юигахама приглашает их посмотреть салют. Комати отказывается, заказав, однако, гору сладостей. Во время салюта Юи и Хатиман встречаются с Харуно, которая рассказывает им, что Юкино всегда стремилась стать такой, как она, а также подтверждает, что Хикигаю сбила их машина, но «Юкино сидела на пассажирском сидении». Хатиман понимает, что она всё знала, и начинает ненавидеть себя за то, что возвёл Юкино в идеал, ведь, как оказалось, она тоже может лгать. | |                       |
| 10 | Расстояние между ними не изменилось, а фестиваль вот-вот превратится в карнавал. // While They Remain As Distant As They Were, The Festival Shall Soon Encircle Us «Идзэнтоситэ карэра но кёри ва каварадзу ни, мацури ва мо:сугу ка:нибару.» (依然として彼らの距離は変わらずに、祭りはもうすぐカーニバる。)                      | 6 июня 2013 года      |
| Хатиман перестаёт общаться с Юкино, но продолжает посещать собрания кружка волонтёров. Их выбирают представителями их классов в исполнительном комитете предстоящего фестиваля культуры. Также от класса 2-F в него входит Сагами. Она же выдвигает себя на место председателя комитета, но, услышав, как лестно о Юкино отзывалась Мэгури, приходит в кружок волонтёров и просит её о помощи. По её словам, она вызвалась на место председателя, чтобы вырасти как личность. Юкино соглашается помогать (но самостоятельно, вследствие чего становится вице-председателем исполкома) ей и прерывает деятельность кружка волонтёров до конца фестиваля. В итоге Сагами сваливает на неё всю свою работу и даже отдаёт печать, а сама предлагает исполкому делать перерывы в работе по собственному желанию, из-за чего численность постоянно присутствующих членов уменьшается до нескольких человек. Помощь исполкому предлагают Хаяма и Харуно. Юкино, на которую сваливается непосильный груз работы, заболевает. | |                       |
| 11 | Итак, над каждой сценой поднимается занавес, а фестиваль достигает своего пика. // And So, the Curtain on Each's Stage Rises, and The Festival Grows to a Feast on Us «Соситэ, сорэдзорэ но бутай но маку га агари, мацури ва сайко: ни фэсутибаттэиру.» (そして、それぞれの舞台の幕が上がり、祭りは最高にフェスティバっている。) | 13 июня 2013 года     |
| Хатиман предлагает Юи навестить Юкино. Там они напоминают ей о важности сотрудничества. На следующий день Юкино приходит в школу. Хатиман завуалированно критикует действия Сагами, но это понимают лишь сёстры Юкиносита (обе начинают смеяться), Хирацука, Мэгури, Хаяма и сама Сагами, остальные считают, что Хатиман просто высказывает недовольство своей загруженностью. Юкино предлагает, чтобы все члены исполкома посещали собрания, как и прежде, полным составом. Сагами соглашается. Юкино и Хатиман вновь начинают нормально общаться, причём Юкино впервые прощается с ним, говоря не: «До свидания», а: «Увидимся завтра», смущённо помахав ему рукой. На открытии фестиваля микрофон Сагами начинает свистеть, а сама она роняет бумажку со своей речью, из-за чего её высмеивают. | |                       |
| 12 | Однако же его, её и её юность так и осталась неправильной. // And So, His and Her and Her Youths Continue Being Wrong «Сорэдэмо карэ то канодзё то канодзё но сэйсюн ва матигай цудзукэру.» (それでも彼と彼女と彼女の青春はまちがい続ける。)                                                                                      | 21 июня 2013 года     |
| Сагами, прихватив с собой результаты голосования посетителей фестиваля, необходимые для вручения главного приза, прячется. Хатиман отправляется её искать, пока Юкино пытается выиграть время до конца фестиваля. Послушав совет Дзаймокудзы, он находит её на крыше. Когда он сообщает ей, что Юкиносита выигрывает для неё время, Минами рассерженно отвечает, что раз Юкино такая превосходная, пусть она произносит финальную речь сама. Хатиман, однако, понимает, что это будет идти вразрез с её изначальной просьбой. После того как на крыше появляются Хаяма и подруги Сагами, Минами притворяется, что плачет, и начинает «жалеть» себя. Хатиман в резкой форме раскрывает её мотивы — стать председателем исполкома для того, чтобы ей стали потакать, переложить всю работу на Юкиноситу, а самой только важничать, ничего не делая. Когда Хикигая начинает занижать её самооценку, Хаяма хватает его за грудки, но девушки не дают ему ударить Хикигаю, и все, кроме Хатимана, уводят плачущую Сагами в актовый зал. В итоге Сагами, всё ещё плача, читает речь сама. Слух о том, что до слёз её довёл Хатиман, быстро разносится по школе, и парня начинают ненавидеть. Хирацука говорит Хатиману, что ему не стоило доводить дело до такого исхода, потому что, видя его боль, её начнут чувствовать те, кому он дорог. Юкиносите сам Хатиман говорит, что только рад такому исходу — пусть его и ненавидят, но зато теперь узнают, ведь раньше его не узнавали даже одноклассники. Хикигая советует Юкино перестать говорить только правду и вновь предлагает ей подружиться, но Юкиносита вновь отклоняет эту просьбу. | |                       |
| 13 (доп.) | Короче, их фестиваль не окончен. // And So, Their Festival Will Never End «Дакара, карэра но мацури ва оваранай.» (だから、彼らの祭りは終わらない。) | 27 июня 2013 года     |
| Мэгури по наводке Хирацуки просит кружок волонтёров помочь ей в проведении спортивного фестиваля — она хочет, чтобы он надолго всем запомнился. Хатиман предлагает привлечь к делу профессионалов с неистощимой фантазией — Дзаймокудзу и Эбину. Участников фестиваля разбивают на две команды, красную и белую. Кружок волонтёров, Тоцука и Дзаймокудза оказываются в красной. Благодаря Хаяме белая команда отрывается от красной на 50 очков. Красной команде удаётся победить на состязании для девочек и сократить отставание до двадцати очков. Если парни выиграют состязание для мальчиков, красная команда получит фестивальный приз. Хатиман разрабатывает план, следуя которому, побеждает, но из-за того, что один из пунктов плана содержал нарушение правил, победу отдают белой команде. Мэгури рада — фестиваль и правда получился незабываемым. | |                       |
| OVA | Всё, что нам остаётся, — пожелать ему с ними счастья. // There's No Choice but to Wish Them Happiness Right Here as They Arrive at Their Destiny. «Котиракоситэмо карэра канодзёра юкусуэ ни сиавасэ окаранкото во нэгавадзару во энай.» (こちらとしても彼ら彼女らの行く末に幸多からんことを願わざるを得ない。)                   | 19 сентября 2013 года |
| С целью популяризации свадеб и узаконенных отношений городской совет Тибы подключает школу Собу к выпуску молодёжного журнала, пропагандирующего брак. Хирацука обращается за помощью к кружку волонтёров — сама она в вопросе ничего не смыслит. В итоге они проводят опрос, а затем, подключив к делу Комати, устраивают среди себя конкурс на звание лучшей невесты (в раунде-викторине принимает участие даже Хатиман). Хирацука угрозой выбивает у Комати победу, и в конце серии Хатиман пишет для журнала статью, относящуюся к посылу журнала весьма отдалённо. | |                       |

## Второй сезон
| 1 | Никто не знает, почему они пришли в клуб волонтёров. // Nobody Knows Why They Came to the Service Club. «Naze Karera ga Hōshi bu ni kita no ka Daremoshiranai.» (何故、彼らが奉仕部に来たのか誰も知らない) | 3 апреля 2015 года   |
| Оживленная атмосфера средней школы Соубу начинает рассеиваться после событий недавних фестивалей, и акцент смещается на предстоящую экскурсию в Киото. Пока Клуб Волонтёров обсуждает поездку, их грубо прерывают Хаято Хаяма и Какеру Тобе, которые просят их помочь Какеру с романтическим свиданием с Хиной Эбиной. Хатиман Хикигая решает принять просьбу и описывает риски, связанные с приглашением девушки на свидание. На следующий день Юи Юигахама излагает план использования экскурсии для выполнения запроса, пока Хина не прерывает их. Хина отмечает развивающиеся отношения в группе сверстников и далее добавляет, что поддерживает Хатимана, чтобы он стал более общительным. В конце концов, старшеклассники прибывают в Киото, и Хатиман и Юи не достигают больших успехов в помощи Какеру с Хиной. После этого Хатиман дает Юкино Юкиносите отчет о выполнении запроса. Однако они замечают, что Сидзука Хирацука пытается выскользнуть из отеля, Сидзука убеждает их держать её ночную выходку в тайне. В конце концов, первый день экскурсии заканчивается тем, что Хатиман сопровождает Юкино обратно в отель. | |                      |
| 2 | Их признания никого не заденут. // His and Her Confessions Won't Reach Anyone. «Kare to Kanojo no Kokuhaku wa Darenimo Todokanai.» (彼と彼女の告白は誰にも届かない。) | 10 апреля 2015 года  |
| На второй день поездки в Киото Хатиман сталкивается с Юмико Миурой в магазине и узнает, что Хина отвергла всех своих поклонников, а Юмико озвучивает свое содержание в текущем статусе их группы сверстников. На следующий день Студенты Соубу прибывают в Арасияму, и Хаято нехарактерным образом признается Хатиману в своих слепых опасениях по поводу последствий, которые признание Какеру будет иметь для целостности их группы сверстников. Затем Хаято неохотно поручает Хатиману спасти его. Когда ученики Соубу спокойно наблюдают за признанием Какеру перед Хиной, позже той ночью Хатиман снова рискует своей репутацией, прерывая их и фальшивым признанием Хине. Хина отвергает его и объясняет свое желание побыть одинокой, прежде чем сбежать. Затем Какеру благодарит Хатимана за то, что он спас его от смущения отказа, прежде чем уйти с Хаято и остальными. Несмотря на то, что Хатиман спасает группу сверстников от ссоры, Юкино выражает свое отвращение к его выбору действий, и Юи со слезами на глазах кричит на него за то, что он не видит, как его неортодоксальные методы решения проблем вредят тем, кто о нем заботится. На следующий день Хина благодарит Хатимана за выполнение её просьбы по сохранению статус-кво её группы сверстников.                                                     | |                      |
| 3 | В молчании Юкиносита Юкино принимает решение. // Silently, Yukinoshita Yukino Makes Her Decision. «Shizuka ni, Yukinoshita Yukino wa Ketsui Suru.» (静かに、雪ノ下雪乃は決意する。) | 17 апреля 2015 года  |
| Учебный процесс возобновляется, и ученики 2F игнорируют события экскурсии и продолжают свое обычное взаимодействие — в отличие от резкого напряжения между Хатиманом и Юкино в Клубе волонтёров. Мэгури Сиромэгури и Иссики Ироха посещают клуб и просят их помочь Иссики проиграть предстоящие выборы президента школьного совета, поскольку она была выдвинута против её воли в розыгрыше. Затем Хатиман предлагает идею, которая разрешила бы запрос через вотум недоверия Иссики. Этот метод только приводит в ярость Юкино, и её точка зрения снова сталкивается с нестандартным мышлением Хатимана. После этого Юкино приказывает Сидзуке определить статус клубного соревнования, и Сидзука также напоминает Хатиману об опасностях его методов. К своему большому разочарованию, после школы Хатиман сталкивается с Харуно Юкиноситой вместе со своими школьными знакомыми Каори Оримото и Тикой Накамати. На следующем собрании клуба волонтёров Хатиман отчитывает Юкино за разработку плана, который не учитывает будущие осложнения в случае избрания Иссики, и утверждает, что его план разрешает указанные осложнения. Затем Юкино упрекает Хатимана в его методах, что побуждает его уйти с собрания клуба. Позже Иссики преследует Хатимана и выражает свою обеспокоенность состоянием клуба волонтёров.            | |                      |
| 4 | И Юигахама Юи заявляет о своём решении. // And Yuigahama Yui Makes Her Declaration. «Soshite, Yuigahama Yui wa Sengen Suru.» (そして、由比ヶ浜結衣は宣言する。) | 24 апреля 2015 года  |
| Хаято предлагает Хатиману провести с Каори, Тикой одни выходные, но неудивительно, что Хатиман отказывается, только чтобы пересмотреть свое решение после давления со стороны Харуно. Однажды днем они вчетвером уходят, а девушки Кайхин постоянно подшучивают над Хатиманом. Вечер в конечном итоге заканчивается в местном кафе, когда Хаято резко защищает Хатимана от девушек. После этого Юкино выражает свое неодобрение из-за того, что Хаято обманул её, чтобы помочь девушкам, вместо того, чтобы обсуждать выборы, и Харуно только подливает масла в огонь. После этого Хаято приносит свои извинения за создание неудобной ситуации, поскольку он только намеревался заставить Хатимана увидеть ошибку его методов самопожертвования. Это оскорбляет Хатимана до такой степени, что он утверждает, что последствия его выбора принадлежат только ему и не должны беспокоить других. На следующий день Юкино решает участвовать в выборах против Иссики в качестве решения по её просьбе. Поскольку это фактически ставит под угрозу будущее Клуба волонтёров, если Юкино выйдет победителем, Юи также решает участвовать в выборах в попытке сохранить Клуб, если она победит. Однако выбор членов его клуба вызывает у Хатимана чувство беспокойства.                                                                  | |                      |
| 5 | Аромат чая больше не наполняет эту комнату. // The Scent of Tea No Longer Fills That Room. «Sono heya ni wa, Kōcha no Kaori wa mō shi nai.» (その部屋には、紅茶の香りはもうしない。) | 1 мая 2015 года      |
| Хатиман решает довериться своей сестре Комати Хикигая, и она дает ему несколько слов поддержки, прежде чем попросить его найти способ удержать Юкино и Юи в Клубе. На следующий день Хатиман встречается с Ёситэру Дзаимокудза, Сайкой Тоцука, Саки Кавасаки и Комати, чтобы обсудить идеи по проведению выборов в студенческий совет. Они помогают Хатиману осознать, что его первоначальное предложение о вотуме недоверия было неправильным, поскольку оно повредило бы самооценку Иссики. Затем Хатиман просит Саки составить список потенциальных кандидатов, а Йошитеру использует имена для создания анонимной кампании в социальных сетях. На следующий день Хатиману удается убедить Иссики принять президентский пост, используя статистику из социальных сетей и умной обратной психологии, чтобы выделить её преимущества. Позже Хатиман представляет статистику Юи и Юкино. Затем Юи благодарит Хатимана. Иссики в конечном итоге побеждает на выборах по умолчанию из-за отсутствия конкуренции, как это было изначально, и жизнь снова идет своим чередом. | |                      |
| 6 | Безопасно танцует Конгресс, но не прогресс. // Without Incident, The Congress Dances, But Does Not Progress. «Tsutsuganaku, Kaigi wa Odori, Saredo Susuma zu.» (つつがなく、会議は踊り、されど進まず。) | 8 мая 2015 года      |
| Волонтёрский клуб изо всех сил старается сохранить привычную атмосферу после недавних событий. Это заставляет Хатимана пытаться поддерживать эту шараду со своими товарищами по клубу, становясь более общительным с ними, после наблюдения за группой сверстников Хаято. Иссики приходит в клуб, и просит их помочь студенческому совету спланировать совместное рождественское мероприятие с академией Кайхин. Однако, когда Юкино начинает злиться, Хатиман решает отклонить запрос от имени клуба и вместо этого принимает это как личную услугу для Иссики. Хатиман встречается со студенческими советами Соубу и Кайхин в местном общественном центре, чтобы начать планирование мероприятия. В то время как Хатиман с трудом понимает жаргон мозговых штурмов Кайхин, Иссики непоколебимо принимает их идей, основанные не более чем на их официальной презентации, к большому разочарованию её товарищей из Соубу. На следующий день Хатиман пытается донести идею кайхинской тарабарщины, но это приводит к обратным результатам и вдвойне неверно истолковывается в организационном шуме. Не добившись прогресса в конце дня, Каори догоняет Хатимана и насмешливо смеется над ним, когда узнает о его членстве в Клубе волонтёров.                                                                                       | |                      |
| 7 | Вереница бесконечных дней в клубной комнате продолжается. // However, That Room Continues to Portray An Endless Everyday Scene. «Saredo, Sono Heya wa Owara nu Nichijō o Enjitsuzukeru.» (されど、その部屋は終わらぬ日常を演じ続ける。)                                                                                     | 15 мая 2015 года     |
| Юи беспокоит состояние Клуба. Хатиман отправляется искать Иссики, когда она не может прибыть на собрание Кайхин-Соубу. Это приводит его к невольному разговору с Хаято об их реакции на помощь другим. Позже приезжает Иссики, и они обнаруживают, что Таманава передал часть работы старшеклассникам. Затем Хатиман пытается заставить Таманаву начать взвешивание и исключение возможных идей, но он объясняет, что у каждого должна быть идея, каким-то образом встроенная в рождественское мероприятие. Неожиданная встреча с Сайкой, заставляет Хатимана усомниться в его предвзятом идеале помощи другим. На следующей встрече Хатиман понимает, что его фактически сделали главой совета Соубу. Это побуждает его ещё раз попытаться заставить Таманаву сузить круг идей, чтобы Иссики могла лучше понять, что делать. Затем Хатиман помогает Руми Цуруми закончить украшения и размышляет о том, как его предыдущие методы повлияли на других. Позже Хатиман сталкивается с Юкино, и, зная, что он помогал Иссики с ее просьбой, она объясняет, что ему не нужно одновременно заботиться о ней и Юи, и предлагает перерыв для участия в клубных мероприятиях, чтобы избавить его от этого бремени. | |                      |
| 8 | Даже так, Хикигая Хатиман. // Even So, Hikigaya Hachiman. «Soredemo, Hikigaya Hachiman wa.» (それでも、比企谷八幡は。) | 22 мая 2015 года     |
| Сидзука замечает, что Хатиман собирается вернуться домой после своей случайной встречи с Юкино, и описывает отчаянное состояние недавних событий. Сидзука сразу разрешает свою коренную эмоциональную проблему, объясняя, что его попытки защитить Юкино и Юи на самом деле были самой причиной разлада в Клубе волонтёров. Затем она предлагает ему поразмышлять над своими чувствами, пока он не поймет, чего именно он пытался достичь. На следующий день Хатиман принимает совет Сидзуки и просит помощи Юи и Юкино, признав беспорядок, созданный его планами. Юкино отказывается из-за своей обычной защитной черты, и Юи со слезами на глазах подчеркивает свою несправедливость, чтобы открыться, но Юкино в ответ отчитывает Юи за то, что она скрывает свои истинные чувства. Затем Хатиман приходит к осознанию того, что имела в виду Сидзука, не просто выражая свои чувства, а борется со слезами, когда он показывает, что действительно хочет понять чувства окружающих. Незнакомая презентация Хатимана затем вызывает конфликт с неспособностью Юкино распознать истинное эмоциональное состояние человека, что буквально пугает её. Хатиман и Юи преследуют её, и взаимные чувства Юи к тому, чтобы они были более открытыми друг с другом, настолько резонируют с Юкино, что она решает помочь Хатиману.        | |                      |
| 9 | И ты, Юкиносита Юкино. // And So, Yukinoshita Yukino. «Soshite, Yukinoshita Yukino wa.» (そして、雪ノ下雪乃は。) | 29 мая 2015 года     |
| Хатиман сообщает Юкино и Юи детали следующей встречи Кайхин-Соубу, прежде чем отправиться на встречу с Иссики. Это позволяет Юкино своими глазами увидеть катастрофическое состояние подготовки к рождественскому мероприятию, и все четверо решают обратиться за дальнейшими указаниями к Сидзуке. Сидзука решает поддержать идеи с помощью билетов на рождественское мероприятие в парке развлечений, а Юи приводит Хаято, Юмико, Хину и Какеру на прогулку. Группа начинает мероприятие с нескольких снимков, за которыми сразу же следует поездка на космическую тематику и поездку на тему панды, на которой Хатиман наблюдает за попытками Иссики пофлиртовать с Хаято. Затем Волонтёрский Клуб делает перерыв в сувенирном магазине, чтобы выбрать подарки для Комати, и Юи пользуется возможностью, чтобы ткнуть в свои чувства к Хатиману. Хатиман и Юкино в конце концов отделяются от остальных на пути к следующей поездке, и Юкино открывает ему больше о своих отношениях с Харуно. Она объясняет, что часто думает о хороших чертах, которыми обладает Харуно, и почему она этого не делает, и расширяет этот ход мыслей, чтобы включить Хатимана. В конце концов они встречаются с остальными для шоу фейерверков, и когда все отвлекаются, Хатиман замечает Иссики и Хаято, после чего Иссики в слезах убегает.    | |                      |
| 10 | Этот свет исходит изо всех рук. // What the Lights In Each of Their Hands Illuminate. «Sorezore no, Tenohira no Naka no Akari ga Terasu mono wa.» (それぞれの、掌の中の灯が照らすものは。) | 5 июня 2015 года     |
| Иссики вынуждает Хатимана отвести её домой после того, как Хаято отвергает её, Хатиман указывает, что его недавний подъём в Клубе побудил её действовать преждевременно. Некоторое время спустя Хатиман проводит встречу Студенческого совета с Клубом волонтёров и предлагает, чтобы они решительно настаивали на радикальных изменениях на встрече Кайхин-Соубу, чтобы предотвратить катастрофу на рождественском мероприятии. Затем ученики Соубу пробуют эту тактику на следующей встрече, и когда Таманава сбивает их с ног, Хатиман называет их страхом ответственности в сочетании с их неспособностью выполнять указанные обязанности, как далее предлагает Юкино. Это дает желаемый эффект, и вскоре они останавливаются на музыкальном исполнении и постановке. Наконец, в день рождественского мероприятия Иссики берет на себя ответственность, и мероприятие проходит с огромным успехом. Волонтёрский клуб собирается отпраздновать Новый год через неделю, и Хатиман дает Юкино несколько советов, чтобы провести время с семьей. Хатиман и Юи идут по магазинам ко дню рождения Юкино на следующий день и сталкиваются с Харуно и Хаято, ожидающих своих родителей. Затем Харуно вызывает Юкино из дома, к её большому раздражению. Её натянутые семейные узы выражаются, когда приезжает её мать.                  | |                      |
| 11 | Хаяма Хаято всегда оправдывает ожидания. // Each and Every Time, Hayama Hayato Lives Up to Expectations. «Itsudemo, Hayama Hayato wa Kitai ni Kotae te iru.» (いつでも、葉山隼人は期待に応えている。) | 12 июня 2015 года    |
| Старшеклассники начинают думать о том, чтобы в новом семестре специализироваться на гуманитарных науках, но быстро сосредотачивают свое внимание на слухах об отношениях между Юкино и Хаято. Это побуждает Юмико посетить Клуб волонтёров, где она со слезами на глазах демонстрирует страх разлучения с Хаято, поскольку он решил не делиться своими планами на будущее с группой сверстников. Затем Хатиман пытается и терпит неудачу как в прямом противостоянии Хаято по поводу его выбора, так и косвенно от Харуно, когда она появляется в Старшей школе Соубу, чтобы помочь Студенческому совету. В конце концов Хатиман решает использовать Ежегодную зимнюю марафонскую гонку в своих интересах, используя стресс события, чтобы побудить Хаято выбрать науку. Это неожиданно заставляет Хаято проявлять комплекс неполноценности по отношению к Хатиману, и он решает сделать противоположное словам Хатимана. Хаято в конце концов побеждает в марафоне и развеивает слухи, когда благодарит Юмико и Иссики за их поддержку. Он также приносит свои извинения Юкино за слухи на вечеринке. В конце концов Хаято говорит Хатиману, что он не хотел раскрывать свой выбор, поскольку статус-кво его группы сверстников полностью вырвал бы его из его рук и, следовательно, повредил бы его гордости, когда он решил сам. | |                      |
| 12 | Даже с ответом, нечто истинное, чего он жаждет, продолжает быть неправильным. // With the Answer He Seeks Still Out of Reach, The Real Thing He Craves Keeps Going Wrong. «Imada, Kare no Motomeru Kotae ni wa te ga Todoka zu, Honmono wa Machigaitsuzukeru.» (未だ、彼の求める答えには手が届かず、本物はまちがい続ける。) | 19 июня 2015 года    |
| Хатиман встречается с Харуно через день после того, как его позвали, и узнает, что Юкино, которого они все узнали, может быть просто персоной, которую она изобрела. Ученики Соубу обращают свое внимание на День святого Валентина, и это волнение заставляет Хину и Саки искать помощи в изготовлении домашнего шоколада в Волонтёрском клубе вместе с Иссики и Юмико, которые намереваются отдать их Хаято. Поскольку Хаято решил не принимать шоколадные конфеты ни от кого, Хатиман приходит к выводу, что им понадобится предлог, чтобы заставить его принять их. Это побуждает Иссики заручиться поддержкой Студенческого совета для проведения совместного кулинарного класса с академией Кайхин. Мероприятие оказалось огромным успехом в объединении всех, и Сидзука выражает свое удовлетворение ростом, которого добился Хатиман как личность с тех пор, как расширил свой круг общения. Юкино и Юи позже преподносят Хатиману свои шоколадные конфеты, но Харуно разрушает их совместный момент, утверждая, что это обязанный шоколад. Ночью, когда они шли домой, они внезапно встречают мать Юкино, а Юи и Хатиман получают представление о борьбе Юкино за индивидуальность в тени её семьи. Это оставляет у Хатимана впечатление, что им всем ещё предстоит найти своё истинное «я», скрытое за своей личностью.   | |                      |
| 13 | Весна всегда приходит в жизнь, погребённой под снегом. // Spring Always Comes to Life Buried Underneath a Pile of Snow. «Haru wa, Furitsumoru Yukinoshita nite Yuware, Mebukihajimeru.» (春は、降り積もる雪の下にて結われ、芽吹き始める。)                                                                                  | 26 июня 2015 года    |
| Однажды днем Харуно встречает Волонтёрский Клуб по пути домой и критикует Юкино за то, что она не смогла самостоятельно сделать жизненный выбор, несмотря на огромную свободу, которую ей предоставила семья Юкиносита. Затем Юи позволяет Юкино провести ночь в резиденции Юигахама, пока отношения между сестрами Юкиносита не остынут. На следующий день Комати отправляется на вступительные экзамены в Соубу, а Юи приглашает Хатимана и Юкино в парк Касаи Ринкай, где они проводят день в океанариуме и общаются друг с другом, наблюдая за различными водными обитателями. Затем все трое разделяют реакцию на узы пары пингвинов, и Юкино намекает на её напряженное чувство принадлежности. В конце концов Юи называет истинную причину, по которой она позвала их, и, когда день подходит к концу, она использует свой первоначальный запрос Клуба волонтёров, чтобы взять на себя ответственность за разорванные узы между ними и дальнейшие просьбы, чтобы они продолжали симулировать свое блаженное статус-кво. Однако Хатиман вмешивается, что было бы лучше страдать в их неуверенности, чем жить в обмане, и девушки решают принять его компромисс. Затем Юкино решает ответить на просьбу Хатимана о том, чтобы они поняли друг друга, и, наконец, доверяет свою просьбу Клубу волонтёров.                       | |                      |
| OVA | Несомненно, девушки сделаны из сахара, специй и всего хорошего. // Undoubtedly, Girls Are Made of Sugar, Spice, and Everything Nice. «Kitto, Onna no Ko wa Osatō, to Spice to Suteki na Nanika de Dekiteiru.» (きっと、女の子はお砂糖とスパイスと素敵な何かでできている。)                                                  | 27 октября 2016 года |
| Иссики заставляет Хатимана пойти с ней на «свидание», чтобы обсудить идею свидания, которая может понравиться Хаяме. Они играют в пинг-понг, смотрят кино, ужинают, а также идут на десерт. После этого Иссики признает, что ей было весело. На следующий день Иссики просит Сервисный клуб найти больше мест для выпуска студенческого информационного бюллетеня. Она дает им фотоаппарат, чтобы делать снимки хороших мест. В следующий свободный день Хатиман сопровождает Юи и Юкино, чтобы поискать места, которые понравятся студентам. Когда в школе Иссики одобряет все фотографии, сделанные Клубом обслуживания. Она также решает сфотографировать Клуб обслуживания в качестве благодарности и потому, что им понадобится фотография для ежегодника. Примечание: Действие этого серии происходит перед 13-й. | |                      |

## Третий сезон
| 1 | В свое время меняются времена года и тает снег. // In Due Time, the Seasons Change and the Snow Melts. «Yagate, Kisetsu wa Utsuroi, Yuki wa Toke Yuku.» (やがて、季節は移ろい、雪は解けゆく。)                                                               | 9 июля 2020 года      |
| В конце своего визита в парк Касаи Ринкай Хатиман размышляет, как он, Юкино и Юи найдут подлинное решение проблем, с которыми они сталкиваются в своих отношениях. Купив им напитки и поговорив о печеньях Юи, Хатиман предлагает Юкино передать ему и Юи её просьбу. Юкино объясняет, что она хочет проложить свой собственный жизненный путь вместо того, чтобы идти по стопам своих родителей и сестры; она просит, чтобы Хатиман и Юи поддержали её в её стремлении стать более способным и независимым человеком. С этой целью Юкино решает переехать из своей квартиры в свой семейный дом и уладить отношения со своей семьей. После того, как Хатиман и Юи принимают её просьбу, они трое отправляются в квартиру Юкино, где их встречает старшая сестра Юкино Харуно, которая находится в состоянии алкогольного опьянения. На следующий день Хатиман проверяет приготовления Комати, которая готовится к собеседованию, второму этапу, основному вступительного экзамена в старшую школу Соубу. Он соглашается встретиться с ней в торговом центре после экзамена; ожидая её, он сталкивается со своей одноклассницей Саки Кавасаки и её младшей сестрой Кэйкой. Хатиман и Саки обсуждают вступительные экзамены её младшего брата и их опыт общения с младшими братьями и сестрами, прежде чем к ним присоединяется приподнятая Комати. После того, как Саки и Кэйка уходят, Хатиман и Комтчи отправляются по магазинам, прежде чем вернуться домой. Комати настаивает на том, чтобы выполнить работу по дому, так как она не делала это, пока она готовилась к экзаменам. После этого она сердечно благодарит своего старшего брата за его поддержку, что вызывает у Хатимана редкие слезы. | |                       |
| 2 | Этот ключ никогда не держался в руках до сегодняшнего дня. // That Key Was Never Handled Until Today. «Kyō made, Sono Kagi ni wa Ichi Domo Fureta Koto ga nai.» (今日まで、その鍵には一度も触れたことがない。)                                               | 16 июля 2020 года     |
| В своей квартире Юкино сообщает своей сестре Харуно, что она решила вернуться к своей семье. Харуно признает, что Юкино наконец-то выросла, и даже говорит, что сама поговорит с их матерью о Юкино. Она говорит Юкино собираться, Юи предлагает свою помощь, а затем принимает предложение Харуно остаться на ночь. Харуно и Хатиман уходят. На улице они разговаривают, где Харуно просит Хатимана позаботиться о Юкино и подчеркивает разницу между ней и Хатиманом в том, что она не хочет всегда быть старшей сестрой Юкино. На следующий день Хаяма говорит с Хатиманом и дает понять, что Харуно рассказала ему о вчерашних событиях. Он также видит, что Юкино изменилась. После занятий, во время заседания клуба, приходит Иссики и предлагает организовать выпускной бал к выпускному в следующем году. Юкино принимает предложение Иссики, подчеркивая тот факт, что она приняла это решение лично, а не как глава клуба. Вечером Юи приходит в свою комнату и вспоминает одно событие из вчерашнего дня, проведенного с Юкино — оставшись одна в комнате Юкино, Юи замечает фотографию Юкино и Хатимана, сделанную во время их визита в Страну Судьбы, спрятанную среди плюшевых игрушек в постели Юкино. Юи признает, что она давно знала, как Юкино чувствует себя по отношению к Хатиману, и признает свои собственные чувства к нему, и признает свою неспособность повлиять на что-либо. | |                       |
| 3 | Ироха Иссики - сильнейшая юниорка, как и ожидалось. // Iroha Isshiki is the Strongest Junior, as Expected. «Yahari, Isshiki Iroha wa Saikyō no Kōhai de aru.» (やはり、一色いろはは最強の後輩である。)                                                       | 23 июля 2020 года     |
| Комати приняли в старшую школу Собу. Позже он долго беседует с Ирохой, затем помогает с рекламной фотосессией и видео для выпускного бала, которое она запланировала с Юкино. | |                       |
| 4 | Случайно Юи Юигахама думает о будущем. // By Chance, Yui Yuigahama Thinks of the Future. «Futo, Yuigahama Yui wa Mirai ni Omoi o Haseru.» (ふと、由比ヶ浜結衣は未来に思いを馳せる。)                                                                         | 30 июля 2020 года     |
| Рекламный ролик для выпускного вечера оказался популярным, и после встречи Юи помогает Хатиману купить подарок для его сестры. Позже мать Юкино объявляет, что есть люди, выступающие против выпускного бала. Юкино снова хочет разобраться с ситуацией в одиночку, но вмешивается Хатиман. | |                       |
| 5 | Сидзука Хирацука глубоко тоскует по прошедшим дням. // Shizuka Hiratsuka Deeply Longs for the Days Past. «Shimijimi to, Hiratsuka Shizuka wa Itsuka no Mukashi o Natsukashimu.» (しみじみと、平塚静はいつかの昔を懐かしむ。)                                 | 6 августа 2020 года   |
| Сидзука Хирацука, предупреждает Хатимана, что администрация школы хитро пытается отменить выпускной бал. По пути к Юкино, Хатимана встречает Ироха. Позже он противостоит Юкино по поводу участия в выпускном вечере, хотя она по-прежнему отказывается полагаться на него, чтобы стать более независимой, и итоге Хатиман бросает ей вызов. | |                       |
| 6 | И снова Хатиман Хикигая произносит речь. // Once again, Hachiman Hikigaya Makes a Speech. «Aratamete, Hikigaya Hachiman Yahata wa Katarikakeru.» (あらためて、比企谷八幡はかたりかける。)                                                                    | 13 августа 2020 года  |
| Ироха расстроена тем, что вызов Хатимана и Юкино усложнил планы на выпускной бал. Затем она объясняет ему причины, по которым она так сильно хочет, чтобы выпускной бал прошёл. Той ночью он обсуждает всё с Комати. На следующий день он рассказывает Юи о своем плане и привлекает людей. Позже Хатиман и Юи ищут информацию о выпускных вечерах; Юи думает о том, как все изменится и её мечты закончатся. | |                       |
| 7 | До самого конца Юи Юигахама будет следить за ними. // Until the End, Yui Yuigahama Will Continue Watching Over Them. «Saigo made, Yuigahama Yui wa Mimamoritsuzukeru.» (最後まで、由比ヶ浜結衣は見守り続ける。)                                              | 20 августа 2020 года  |
| Ёситэру просит Хатано и Сагами из игрового клуба, чтобы помочь Хатиману принять выпускной бал Юкино, с предложением, которое по сравнению с ним заставит её выглядеть действительно хорошо. Чтобы повысить надежность своего плана, Юи и Хатиман встречаются с Оримото и Таманавой из средней школы Кахин Сого, и мальчики устраивают рэп-битву. Определившись с названием проекта и поработав над веб-сайтом, Хатиман заводит дружескую беседу с Юкино на улице. Юи говорит Юкино, что помогает Хатиману. | |                       |
| 8 | Желаю, чтобы я, по крайней мере, больше не совершал ошибок. // Wishing That, At the Very Least I Don’t Make Any More Mistakes. «Semete, mō Machigaetakunai to Negai Nagara.» (せめて、もうまちがえたくないと願いながら。)                                    | 27 августа 2020 года  |
| Хаято Хаяма говорит Хатиману, что не может поддержать его фиктивный план на выпускной бал. Веб-сайт поддельного плана выпускного вечера выходит в Интернет. Учитель Сидзука и Хатиман встречаются с неожиданным союзником, который придумал его фиктивный план. Юи обеспокоена тем, что Харуно ранее сказала, что Хатиман, Юкино и Юи созависимы. Когда судьба выпускного бала решена, Хатиман идет к Юкино, и она делает удивительную просьбу. Позже она встречается с Юи, которая, наконец, откровенна сама с собой о своих чувствах. | |                       |
| 9 | Запах этого аромата навсегда останется в памяти того времени года. // A Whiff of that Fragrance Will Always Bring Memories of that Season. «Kitto, Sono Kaori o Kagu Tabi ni, Omoidasu Kisetsu ga aru.» (きっと、その香りをかぐたびに、思い出す季節がある。) | 3 сентября 2020 года  |
| Поскольку выпускной бал состоится, Хатиман выполняет свое обещание, данное Юкино. Он исполнит Юи все, что в его силах. У нее их много, но она также хочет исполнить его желание. В школе Юкино напоминает, что выпускной бал требует большой логистики, но отказывается от предложения Хатимана о помощи. В следующую субботу Юи предлагает Хатиману испечь сладости для Комати. Позже проходит очень эмоциональная, для президента студенческого совета Мэгури, выпускная церемония. | |                       |
| 10 | Благородно, Сидзука Хирацука движется вперед. // Gallantly, Shizuka Hiratsuka Moves Forward. «Sassō to, Hiratsuka Shizuka wa Mae o Aruku.» (颯爽と、平塚静は前を歩く。)                                                                                      | 10 сентября 2020 года |
| Ночью выпускного бала Хатиман признает, что не может отказать в помощи, когда она нужна. Позже вечером Юи приглашает его на танец. После этого выпускники собираются в комнате школьного совета, и их посещают мать и сестра Юкино. Когда остальные уходят, Юи, Юкино и Хатиман искренне беседуют, а затем он встречается с Харуно, давая ему много пищи для размышлений. Сидзука Хирацука, предлагает отвезти Хатимана домой из-за позднего часа, и в конечном итоге они разговаривают на бейсбольном поле. | |                       |
| 11 | Только горячее прикосновение по-настоящему передает настроение. // Only a Heated Touch Truly Conveys the Sentiment. «Omoi wa, Fureta Netsu Dakega Tashikani Tsutaeteiru.» (想いは、触れた熱だけが確かに伝えている。)                                         | 17 сентября 2020 года |
| Сидзука говорит, что чувства Хатимана нельзя выразить одним словом, например, «взаимозависимость». Он решает, что его отношения с девушками — фикция из-за отсутствия у них честного общения. После школы он разговаривает с Юи о закрытии клуба волонтёров, а также хочет продолжать общаться с Юкино, что расстраивает Юи. Ироха противостоит игровому клубу по поводу Променада без участия Студенческого совета, в то время как Хатиман, стоящий за этим, встречается с Юкино, её матерью и сестрой. После этого Хатиман и Юкино долго беседуют на мосту, пытаясь передать свои чувства, несмотря на их плохие коммуникативные навыки и навыки общения. | |                       |
| 12 | Моя юношеская романтическая комедия не задалась, как я ожидал. // My Teen Romantic Comedy is Wrong, As I Expected. «Yahari Ore no Seishun Rabukome wa Machigatteiru.» (やはり俺の青春ラブコメはまちがっている。)                                             | 24 сентября 2020 года |
| Хатиман и Юкино встречаются, чтобы запланировать совместный выпускной бал с другими школами, но у них не хватает времени, рабочей силы и бюджета. Они посещают потенциальное место для проведения выпускного, и он неправильно понимает её комментарий, когда они видят свадьбу. На следующий день на помощь приходит больше людей, чем ожидалось, а позже мальчики отдыхают в сауне. Пока они готовят бальный зал, появляется Комати, и Ироха дает Юи романтический совет. После события Хатиман и Юкино завершают переговоры, и она оставляет его безмолвным с признанием. Разбираясь с последствиями совместного выпускного вечера, Комати и Ироха приходят, чтобы восстановить «Клуб волонтёров». Юи приходит с просьбой в клуб. | |                       |
| OVA | | TBA                   |